# Campionat del Món d'atletisme de 1983 - 110 metres tanques
Els 110 metres tanques al Campionat del Món d'atletisme de 1983 van tenir lloc a l'estadi Olímpic de Hèlsinki els dies 11 i 12 d'agost. Només els atletes masculins van córrer aquesta distància. Les dones van córrer la prova dels 100 metres tanques.
28 atletes van participar en la prova. L'estatunidenc Greg Foster va guanyar la medalla d'or, la primera de les tres que va guanyar en aquesta prova en uns Campionats del Món d'atletisme.

## Medallistes
| Or     | Greg Foster Estats Units (USA)  |
| Argent | Arto Bryggare Finlàndia (FIN)   |
| Bronze | Willie Gault Estats Units (USA) |

## Rècords
| Rècords abans del Campionat del Món d'atletisme de 1983     | Rècords abans del Campionat del Món d'atletisme de 1983 | Rècords abans del Campionat del Món d'atletisme de 1983 | Rècords abans del Campionat del Món d'atletisme de 1983 | Rècords abans del Campionat del Món d'atletisme de 1983 |
| ----------------------------------------------------------- | ------------------------------------------------------- | ------------------------------------------------------- | ------------------------------------------------------- | ------------------------------------------------------- |
| Rècord del Món                                              | Renaldo Nehemiah (USA)                                  | 12.93                                                   | 19 d'agost de 1981                                      | Zúric, Suïssa                                           |
| Rècord del Campionat                                        | Nova prova                                              | Nova prova                                              | Nova prova                                              | Nova prova                                              |
| Rècords establerts al Campionat del Món d'atletisme de 1983 |                                                         |                                                         |                                                         |                                                         |
| Rècord del Campionat                                        | Greg Foster (USA)                                       | 13.22                                                   | 12 d'agost de 1983                                      | Hèlsinki, Finlàndia                                     |

## Resultats

### Final
La final va tenir lloc el 12 d'agost. El vent va ser d'1,3 m/s.
| Pos.              | Atleta                 | Temps |
| ----------------- | ---------------------- | ----- |
| Medalla d'or      | Greg Foster (USA)      | 13.42 |
| Medalla de plata  | Arto Bryggare (FIN)    | 13.46 |
| Medalla de bronze | Willie Gault (USA)     | 13.48 |
| 4.                | Mark McKoy (CAN)       | 13.56 |
| 5.                | Thomas Munkelt (GDR)   | 13.66 |
| 6.                | György Bakos (HUN)     | 13.68 |
| 7.                | Ventsislav Radev (BUL) | 13.73 |
| 8.                | Sam Turner (USA)       | 13.82 |

### Semifinals
Les semifinals van tenir lloc el 12 d'agost. Els quatre primers atletes de cada semifinal avançaven a la final.
| Pos. | Atleta                  | Temps |
| ---- | ----------------------- | ----- |
| 1.   | Greg Foster (USA)       | 13.22 |
| 2.   | Willie Gault (USA)      | 13.48 |
| 3.   | Thomas Munkelt (GDR)    | 13.62 |
| 4.   | György Bakos (HUN)      | 13.66 |
| 5.   | Andrey Prokofyev (URS)  | 13.76 |
| 6.   | Mark Holtom (GBR)       | 13.79 |
| 7.   | Modesto Castillo (DOM)  | 14.23 |
| —    | Alejandro Casañas (CUB) | DNS   |

| Pos. | Atleta                  | Temps |
| ---- | ----------------------- | ----- |
| 1.   | Arto Bryggare (FIN)     | 13.50 |
| 2.   | Sam Turner (USA)        | 13.65 |
| 3.   | Mark McKoy (CAN)        | 13.73 |
| 4.   | Ventsislav Radev (BUL)  | 13.82 |
| 5.   | Javier Moracho (ESP)    | 13.92 |
| 6.   | Andreas Oschkenat (GDR) | 13.93 |
| 7.   | Don Wright (AUS)        | 14.28 |
| —    | Béla Bodó (HUN)         | DNS   |

### Sèries classificatòries
Van tenir lloc l'11 d'agost. Els tres primers temps i els quatre millors temps avançaven a les semifinals.
| Pos. | Atleta                 | Temps |
| ---- | ---------------------- | ----- |
| 1.   | Mark McKoy (CAN)       | 13.53 |
| 2.   | Thomas Munkelt (GDR)   | 13.61 |
| 3.   | Ventsislav Radev (BUL) | 13.78 |
| 4.   | Mark Holtom (GBR)      | 13.85 |
| 5.   | Béla Bodó (HUN)        | 13.91 |
| 6.   | Modesto Castillo (DOM) | 13.93 |
| 7.   | Tim Soper (NZL)        | 14.28 |

| Pos. | Atleta                  | Temps |
| ---- | ----------------------- | ----- |
| 1.   | Arto Bryggare (FIN)     | 13.44 |
| 2.   | Willie Gault (USA)      | 13.66 |
| 3.   | Alejandro Casañas (CUB) | 13.70 |
| 4.   | Liviu Giurgian (ROU)    | 13.98 |
| 5.   | Stéphane Caristan (FRA) | 14.10 |
| 6.   | Julius Ivan (TCH)       | 14.28 |
| 7.   | Gary Bullard (BAH)      | 14.31 |

| Pos. | Atleta                  | Temps |
| ---- | ----------------------- | ----- |
| 1.   | Greg Foster (USA)       | 13.41 |
| 2.   | György Bakos (HUN)      | 13.61 |
| 3.   | Javier Moracho (ESP)    | 13.62 |
| 4.   | Andreas Oschkenat (GDR) | 13.80 |
| 5.   | Ion Oltean (ROU)        | 13.97 |
| 6.   | Zhicheng Yu (CHN)       | 14.43 |
| 7.   | Chai Kim San (CAM)      | 16.26 |

| Pos. | Atleta                   | Temps |
| ---- | ------------------------ | ----- |
| 1.   | Sam Turner (USA)         | 13.62 |
| 2.   | Don Wright (AUS)         | 13.70 |
| 3.   | Andrey Prokofyev (URS)   | 13.90 |
| 4.   | Daniele Fontecchio (ITA) | 14.05 |
| 5.   | Ching-Jing Wu (TPE)      | 14.24 |
| 6.   | Axel Schaumann (FRG)     | 14.40 |
| 7.   | Daniel Ololo (GAB)       | 14.93 |